# Gesneria viridiflora
Gesneria viridiflora là một loài thực vật có hoa trong họ Tai voi. Loài này được (Decne.) Kuntze mô tả khoa học đầu tiên năm 1891.